# Bemlos longicornis
Bemlos longicornis is een vlokreeftensoort uit de familie van de Aoridae. De wetenschappelijke naam van de soort is voor het eerst geldig gepubliceerd in 1978 door A. A. Myers.